# پتر نیهوزن
پتر نیهوزن (آلمانی: Peter Niehusen; ۱۵ ژوئیهٔ ۱۹۵۱) قایقران روئینگ اهل آلمان بود.
وی در مسابقات کشوری و بین‌المللی در مجموع برندهٔ ۱ مدال طلا، ۴ مدال برنز شده‌است.